# Митчелл, Мантео
Мантео Митчелл (англ. Manteo Mitchell; род. 6 июля 1987) — американский легкоатлет, олимпийский медалист.

## Биография
Митчелл родился в Шелби, штат Северная Каролина, в семье Келвина Литтлджона и Дианы Эллис. Он учился в средней школе Крест, затем поступил в Университет Западной Каролины на спортивную стипендию, установив школьные рекорды в беге на 400 метров, эстафете 4 × 100 метров и эстафете 4 × 400 метров. Митчелл также возглавлял катамауны на чемпионатах в помещении и на открытом воздухе, будучи названным MVP.